# Yalgar River
Der Yalgar River ist ein Fluss im Westen des australischen Bundesstaates Western Australia.

## Geografie
Der Fluss entspringt bei der Siedlung Katalundie am Great Northern Highway, rund 50 Kilometer nördlich von Meekatharra und fließt dann etwa 75 Kilometer nach Westen bis zur Mündung seines Nebenflusses Hope River. Von dort fließt er in nordwestlicher Richtung weiter und vereinigt sich östlich der Siedlung Moorarie mit dem Ord River, einem Nebenfluss des Murchison River.
Der gesamte Flusslauf liegt auf dem Gebiet der Local Government Area Meekatharra Shire.

### Nebenflüsse mit Mündungshöhen
Nebenflüsse des Yalgar River sind:
- Hope River – 413 m

### Durchflossene Seen
- Yalgar Pool – 413 m